# Yuzuki Tina
Yuzuki Tina ( 柚木蒂娜 (Dữu-Mộc Đế-Na)) hay còn được gọi là Rio, là một diễn viên phim khiêu dâm Nhật Bản, khởi nghiệp năm 2005 và những bộ phim cô đóng được sản xuất bởi Max-A và S1. Chỉ sau những bộ phim khiêu dâm cô đóng trong năm đầu tiên của sự nghiệp, cô đã giành giải thưởng Best New Actress (Diễn viên mới xuất sắc nhất) năm 2006. Cuối năm 2007, cô đã đổi nghệ danh của mình thành Rio.

#### Cuộc đời và sự nghiệp
Yuzuki Tina sinh ngày 29 tháng 10 năm 1986 tại Tokyo, Nhật Bản. Cũng giống các diễn viên khác như Maria Ozawa, Hanai Meisa và Ohura Anna, Yuzuki mang trong mình 2 dòng máu. Cha cô là người Nhật còn mẹ cô là người Bồ Đào Nha. Tiếng Bồ Đào Nha mà cô học được là từ mẹ của mình.

#### Khởi nghiệp với Max-A
Phim người lớn đầu tay của Yuzuki là vào tháng 11 năm 2005 được phát hành bởi Max-A với tựa đề Hot Wind (Cơn Gió Nóng). Đạo diễn của Yuzuki khi đó lấy tên Toshio (là người sẽ tiếp tục làm việc với diễn viên trong suốt sự nghiệp của diễn viên đó).
Max-A đã chọn Yuzuki làm tâm điểm cho việc phát hành phim tháng 5 năm 2006 với bộ phim My Wife is Tina! (Vợ Tôi là Tina!), đây là video đầu tiên trong seri nội trợ và mới kết hôn của công ty này. Cuối năm 2006, lại một lần nữa Max-A chọn Yuzuki làm tâm điểm cho một seri mới, Urekko (một thể loại tạp chí hàng tháng tại Nhật), xuất bản vào tháng 12 năm 2006. Trong tháng 7 năm 2006, Yuzuki đã có sự đột phá trong thể loại loạn luân với bộ phim Sister's Secret (Bí Mật Chị Em).
Sự hợp tác khác giữa Yuzuki và đạo diễn Toshio là vào tháng 3 năm 2007, trong một bộ phim có tựa đề High School Uniform and Machine-Gun.

#### Rio và S1
Bắt đầu từ ngày 12 tháng 10 năm 2007, bộ phim Endless Ecstasy Fuck, được sản xuất bởi Max-A, Yuzuki đã thay đổi nghệ danh của mình thành Rio. Kể từ đó, cái tên Rio được sử dụng trong tất cả các video sau này của cô. Sau 2 năm độc quyền làm phim với Max-A, Yuzuki đã chuyển sang làm phim cho S1 No.1 Style, là công ty con của công ty sản xuất phim khiêu dâm lớn nhất Nhật Bản - Tập đoàn Hokuto (the Hokuto Corporation). Bộ phim đầu tiên của cô ở đây là Risky Mosaic Rio, với đạo diễn Hideto Aki vào tháng 2 năm 2008. Cô tiếp tục làm việc tại S1, với khoảng mỗi phim một tháng.
Trong lĩnh vực giải trí khác, Yuzuki cùng với những diễn viên khác của S1 xuất hiện trong chương trình chương trình TV buổi đêm với tên gọi Please Muscat (nhóm nhạc Ebisu Muscats) được phát sóng lần đầu vào tháng 4 năm 2008.
Năm 2009, Rio thủ vai chính trong một bộ phim kinh dị khiêu dâm, nội dung về sự trả thù của một nữ sinh làm gái mại dâm, Stop the Bitch Campaign, với đạo diễn Kosuke Suzuki, và Kenichi Endo đóng vai kẻ thủ ác.
Cũng trong năm 2009, cô là một trong 3 diễn viên phim người lớn xuất hiện trong chương trình TV Nhật Bản-Hàn Quốc Korean Classroom được phát sóng ở Hàn Quốc tháng 5 năm 2009. Cùng với các diễn viên Sora Aoi và Mihiri, cô tới Hàn Quốc để hoàn thành 4 phần của chương trình. Cùng năm đó, Yuzuki tham gia vở kịch nói Kosupure tantei được chuyển thể từ cuốn manga cùng tên. Và bộ phim được sản xuất bởi công ty Ace-Deuce vào tháng 6 năm 2009.
Trong một chương trình TV, Yuzuki đóng vai Lisa trong phần đầu và phần cuối (phần 11) của vở kịch Unubore Deka (うぬぼれ刑事) cùng với Tomoya Nagase, Toma Ikuta và Mika Nakashima từ tháng 6 đến tháng 9 năm 2010. Cùng năm đó, cô đóng vai kẻ giết người trong bộ phim Keishicho Minamidaira Han - Nana Nin No Keiji (警視庁南平班〜七人の刑事〜) được chiếu vào ngày 23 tháng 8 năm 2010.

#### Giải thưởng
Năm 2006, trong lễ trao giải AV Actress Grand Prix, ngành công nghiệp phim người lớn Nhật Bản đã trao giải Best New Actress cho Yuzuki. Cô cũng nhanh chóng nổi tiếng khi nhận giải Best Actress năm 2008 trong lễ trao giải Adult Broadcasting Awards trên chương trình tivi dành cho người lớn Cherry Bomb trên kênh SKY PerfecTV!. Ngoài ra, tháng 11 năm 2008, bộ phim Double Risky Mosaic, Rio & Yuma, với sự góp mặt của Yuma Asami, đã giúp S1 studio tham gia vào giải thưởng AV GrandPrix năm 2009. Bộ phim được xếp hạng đầu trong lễ trao giải, và cũng nhận được nhiều giải thưởng cao trong các thể loại khác: DVD bán chạy, Giải thưởng cho các đại lý phân phối đĩa, Thiết kế bìa đĩa, và Giải thưởng cho diễn viên xuất sắc nhất.

## Danh sách phim
| Tiêu đề phim | Công ty                                              | Đạo diễn                                   | Ngày phát hành                                                   |
| --- | ---------------------------------------------------- | ------------------------------------------ | ---------------------------------------------------------------- |
| Hot Wind 熱風 | MAX-A Calen XC-1415 (VHS) XV-312 (DVD)               | Toshio トシオウ                            | VHS:ngày 22 tháng 11 năm 2005 DVD:ngày 24 tháng 1 năm 2006       |
| Feel Refreshing 気分爽快 | MAX-A Calen XC-1421 (VHS) XV-324 (DVD)               | Toshio                                     | VHS:ngày 23 tháng 12 năm 2005 DVD:ngày 24 tháng 2 năm 2006       |
| Dramatic Love ドラマティク・ラブ | MAX-A Calen XC-1429 (VHS) XV-342 (DVD)               | Yukinori Nishizawa                         | VHS:ngày 21 tháng 1 năm 2006 DVD:ngày 31 tháng 3 năm 2006        |
| Talk to Her... | MAX-A Calen XC-1434 (VHS) XV-356 (DVD)               | Taira Takano                               | VHS:ngày 21 tháng 2 năm 2006 DVD:ngày 28 tháng 4 năm 2006        |
| Impressive / Impressionist Make My Dream 印象派 make my dream | MAX-A Calen SRXV-353 (Rental) XV-367 (Sell)          | Yoshiho Fukuoka 福岡芳穂                   | Rental:ngày 24 tháng 3 năm 2006 Sell:ngày 25 tháng 5 năm 2006    |
| Welcome to Max Cafe! ようこそMax Cafeへ！ | MAX-A Calen SRXV-365 (Rental) XV-390 (Sell)          | Toshio                                     | Rental:ngày 21 tháng 4 năm 2006 Sell:ngày 25 tháng 7 năm 2006    |
| My Wife Is Tina! 奥様はティナ! | MAX-A Calen SRXV-378 (Rental) XV-380 (Sell)          | Toshio                                     | Rental:ngày 21 tháng 5 năm 2006 Sell:ngày 29 tháng 6 năm 2006    |
| Confined Body Doll X - Ascription 監禁ボディドールX 起因 | MAX-A Calen SRXV-390 (Rental) XV-401 (Sell)          | Kunihiro Hasegawa                          | Rental:ngày 21 tháng 6 năm 2006 Sell:ngày 21 tháng 8 năm 2006    |
| Sister's Secret / Secret of A Little Sister, Tina Kashiwagi 妹の秘密 柚木ティナ | MAX-A Calen SRXV-401 (Rental) XV-417 (Sell)          |                                            | Rental:ngày 21 tháng 7 năm 2006 Sell:ngày 22 tháng 9 năm 2006    |
| Healthy Beauties / Sound Mind, Sound Body 爽健美女 | MAX-A SRXV-411 (Rental) XV-432 (Sell)                | Toshio                                     | Rental:ngày 21 tháng 8 năm 2006 Sell:ngày 21 tháng 10 năm 2006   |
| Passion: Tina's Mystery Tour / Love & Passion 情炎 | MAX-A SRXV-421 (Rental) XV-446 (Sell)                | Toshio                                     | Rental:ngày 22 tháng 9 năm 2006 Sell:ngày 22 tháng 11 năm 2006   |
| 2 Dangerous Women, Asami Ogawa 小川あさ美 あぶない二人 Co-starring Asami Ogawa | MAX-A SRXV-424 (Rental) XV-442 (Sell)                | Toshio                                     | Rental:ngày 26 tháng 9 năm 2006 Sell:ngày 22 tháng 11 năm 2006   |
| Gosuloli Collection - Tina Sodeki / Tina Is Best ゴスロリコレクション 柚木ティナ | MAX-A SRXV-433 (Rental) XV-462 (Sell)                | Yoshiho Fukuoka                            | Rental:ngày 25 tháng 10 năm 2006 Sell:ngày 22 tháng 12 năm 2006  |
| Sports Girl - Tina Sodeki / Sports Sex スポんchu 柚木ティナ | MAX-A SRXV-444 (Rental) XV-473 (Sell)                | Toshio                                     | Rental:ngày 22 tháng 11 năm 2006 Sell:ngày 16 tháng 1 năm 2007   |
| Max-A Anniversary Compilation with several other actresses | MAX-A XV-455                                         |                                            | ngày 8 tháng 12 năm 2006                                         |
| Urekko | MAX-A SRXV-460 (Rental) XV-489 (Sell)                | Kazuyuki Watanabe / Ikko Watanabe 渡辺一幸 | Rental:ngày 22 tháng 12 năm 2006 DVD:ngày 16 tháng 2 năm 2007    |
| Max Girls Special ＭＡＸ ＧＩＲＬＳ よくばり大回転 With Anna Oguri, Koisaya, Nene Fujimori, Rola Sato & Takako Kitahara | MAX-A XV-471                                         | Kyuzo 久蔵                                 | ngày 16 tháng 1 năm 2007                                         |
| High School Girl Abducted / High School Girl in Captivity 制服狩り | MAX-A SRXV-484 (Rental) XV-485 (Sell)                | Koki Nishimura 西村幸紀                    | ngày 30 tháng 1 năm 2007                                         |
| Welcome to Max Soap! Welcomeマックスソープ!! | MAX-A XV-495                                         | Toshio                                     | ngày 28 tháng 2 năm 2007                                         |
| MAX GIRLS Special ＭＡＸ ＧＩＲＬＳ 気まぐれ大回転 With Anna Oguri, Hikaru Wakana, Koisaya, Sarasa Hara & Takako Kitahara                                                                                                  | MAX-A XV-502                                         | Kyuzo                                      | ngày 16 tháng 3 năm 2007                                         |
| High School Uniform and Machine-Gun セーラー服とマシンガン | MAX-A XV-506                                         | Toshio                                     | ngày 23 tháng 3 năm 2007                                         |
| Dirty Mouth, Tina Yuzuki 淫口 柚木ティナ | MAX-A XV-521                                         | Kunihiro Hasegawa 長谷川九仁広             | ngày 20 tháng 4 năm 2007                                         |
| MAX GIRLS, 7 Uncontrollables ＭＡＸ ＧＩＲＬＳ 完全撮り下ろし！イキまくり７人スペシャル With Sarasa Hara, Takako Kitahara, Rola Sato, Hikaru Wakana, Koisaya & Mai Nadasaki                                                | MAX-A XV-531                                         | Max Nakamoto マックス中本                  | ngày 18 tháng 5 năm 2007                                         |
| PASSION -Hot and Wet- PASSION －嬢熱－ | MAX-A XV-532                                         | Koji Nakameguro 中目黒浩治                 | ngày 18 tháng 5 năm 2007                                         |
| Max Girls, Exclusive Shot! ＭＡＸ ＧＩＲＬＳ 完全撮り下ろし! With Mihiro, Hikaru Wakana, Koisaya, Nagisa, Naono Iwasaki, Seri Mikami & Kurara Tachibana                                                                    | MAX-A XV-542                                         | Max Nakamoto                               | ngày 15 tháng 6 năm 2007                                         |
| New Grand Opening!! Welcome to Max Cafe, Tina Yuzuki 新装開店!!ＭａｘＣａｆｅへようこそ!柚木ティナ | MAX-A XV-544                                         | Toshio                                     | ngày 15 tháng 6 năm 2007                                         |
| Naked Body, Tina Yuzuki 裸体 柚木ティナ Gravure (non-sex) | SHUFFLE Believe SFLB-065                             |                                            | ngày 25 tháng 6 năm 2007                                         |
| Max Girls, Special Issue MAX GIRLS 特大号 With Akane Nagase, Hikaru Wakana, Koisaya, Mai Nadasaka, Rola Sato, Sarasa Hara & Takako Kitahara                                                                                | MAX-A XV-554                                         | Kyuzo                                      | ngày 13 tháng 7 năm 2007                                         |
| Tina and Her Friends ティナだっちゃ☆ | MAX-A XV-556                                         | Toshio                                     | ngày 13 tháng 7 năm 2007                                         |
| MAX GIRLS, Non-Stop Fucking! MAX GIRLS 連続!連発!ハメまくり!! With Akane Nagase, Jun Kiyomi, Kurara Tachibana, Nagisa, Nao Yoshizaki & Takako Kitahara                                                                     | MAX-A XV-564                                         | Kyuzo                                      | ngày 17 tháng 8 năm 2007                                         |
| Paradise | MAX-A XV-566                                         | Toshio                                     | ngày 17 tháng 8 năm 2007                                         |
| New Standard, Digital Re-Master: Hot Wind & Dramatic Love 新基準デジタルリマスター 熱風＆ドラマティック・ラブ Re-issue of two earlier videos                                                                               | MAX-A XV-583                                         | Max Nakamoto                               | ngày 28 tháng 9 năm 2007                                         |
| Endless Ecstasy Fuck 連続絶頂イカせFUCK | MAX-A XV-585                                         | Koji Nakameguro                            | ngày 12 tháng 10 năm 2007                                        |
| New Standard, Digital Re-Master: Impressionist & Welcome to Max Cafe! 新基準デジタルリマスター 印象派＆ようこそMaxCafeへ! Re-issue of two earlier videos                                                                   | MAX-A XV-594                                         | Max Nakamoto                               | ngày 26 tháng 10 năm 2007                                        |
| Max Girls Ecstasy With Aimi Nakatani, Akane Nagase, Jun Kiyomi, Nao Yoshizaki, Rina Koizumi, Sarasa Hara & Takako Kitahara                                                                                                 | MAX-A XV-595                                         | Kyuzo                                      | ngày 9 tháng 11 năm 2007                                         |
| Outdoor DE Shower Sex 野外DE潮吹きSEX | MAX-A XV-596                                         | Koji Nakameguro                            | ngày 9 tháng 11 năm 2007                                         |
| Digital Re-Master: My Wife is Tina! & The Secret of Younger Sister デジタルリマスター 奥様はティナ＆妹の秘密 Re-issue of two earlier videos                                                                                | MAX-A XV-601                                         | Max Nakamoto                               | ngày 23 tháng 11 năm 2007                                        |
| Max Girls Exciting With Akane Nagase, China Yuuki, Jun Kiyomi, Kurara Tachibana, Nao Yoshizaki & Rina Koizumi | MAX-A XV-605                                         |                                            | ngày 13 tháng 12 năm 2007                                        |
| Female Teacher Hunting 女教師狩り | MAX-A XV-608                                         | Koji Nakameguro                            | ngày 24 tháng 12 năm 2007                                        |
| Digital Re-Master: Passion & Healthy Beauty Re-issue of two earlier videos | MAX-A XV-613                                         | Toshio                                     | ngày 28 tháng 12 năm 2007                                        |
| Kichiku 鬼畜 | MAX-A XV-616                                         | Akira Takasu                               | ngày 11 tháng 1 năm 2008                                         |
| Digital Re-Master: Confined Body Doll X Cause & Treasure Image デジタルリマスター 監禁ボディドールX起因 & 秘蔵映像 Re-issue of two earlier videos                                                                          | MAX-A XV-623                                         | Max Nakamoto                               | ngày 25 tháng 1 năm 2008                                         |
| Only MAX ティナ&Rio 3時間PREMIUM Edition | MAX-A SRXV-467 (Rental) XV-639 (Sell)                |                                            |                                                                  |
| Risky Mosaic Rio ギリギリモザイク Rio | S1 ONED-921                                          | Hideto Aki                                 | ngày 7 tháng 2 năm 2008                                          |
| Let's Have Sex at School 学校でセックスしよっ | S1 ONED-939                                          | Hideto Aki                                 | ngày 7 tháng 3 năm 2008                                          |
| Staggering Facial Ejaculation Rio ものすごい顔射 Rio | S1 ONED-955                                          | Hideto Aki                                 | ngày 7 tháng 4 năm 2008                                          |
| Hyper-Risky Mosaic Rio ハイパーギリギリモザイク | S1 ONED-971                                          | Iggy Coen                                  | ngày 7 tháng 5 năm 2008                                          |
| Rio is a Squirting Young Wife Rioは潮吹き若奥様 | S1 ONED-991                                          | Iggy Coen                                  | ngày 7 tháng 6 năm 2008                                          |
| Endless Climax! Ultra Ecstasy Fuck 無限絶頂！激イカセFUCK | S1 SOE-011                                           | [Jo]Style                                  | ngày 7 tháng 7 năm 2008                                          |
| 20 Costumes Pakopako! 20コスチュームでパコパコ！ | S1 SOE-030                                           | Ishibashi Wataru                           | ngày 7 tháng 8 năm 2008                                          |
| Hyper Risky Mosaic MV ハイパーギリモザMV | S1 SOE-057                                           | Kazuhiko Matsumoto                         | ngày 19 tháng 9 năm 2008                                         |
| BakoBako Gangbang バコバコ乱交 | S1 SOE-079                                           | Hideto Aki                                 | ngày 19 tháng 10 năm 2008                                        |
| Double Risky Mosaic, Rio & Yuma Wギリモザ Rioとゆま 2009 AV Grand Prix entry Co-starring Yuma Asami | S1 AVGP-109                                          | Hideto Aki                                 | ngày 22 tháng 11 năm 2008                                        |
| Rio - Nurse Temptation ギリモザ 潮吹きナースの誘惑看護 | S1 SOE-121                                           | Hideto Aki                                 | ngày 19 tháng 12 năm 2008                                        |
| Maison Tsubaki めぞんTSUBAKI Co-starring Ai Sayama, Akiho Yoshizawa, Anoa Ruru, Mihiro, Minori Hatsune, Rika Aiuchi, Risa Kasumi & Yuma Asami                                                                              | S1 SOE-141                                           | Hideto Aki                                 | ngày 7 tháng 1 năm 2009                                          |
| Rio - Big Magnum Fuck ギリモザ 絶叫！ビッグマグナムFUCK | S1 SOE-143                                           | Midori Kohaku                              | ngày 19 tháng 1 năm 2009                                         |
| Water Pole Special | Prestige EZD-200                                     |                                            | ngày 3 tháng 2 năm 2009                                          |
| Rio - Everyday Carnival Rioの濃厚な接吻とSEX | IdeaPocket Tissue IPTD-434                           | Tadanori Usami                             | ngày 27 tháng 2 năm 2009                                         |
| Only One in the World, Rio x Max A 世界に一つだけのＲｉｏ×ＭＡＸ-Ａ | MAX-A XV-724                                         | Toshio                                     | ngày 6 tháng 3 năm 2009                                          |
| Rio's Deep Kissing and Sex Rioの濃厚な接吻とSEX | IdeaPocket Tissue IPTD-444                           | Tadanori Usami                             | ngày 1 tháng 4 năm 2009                                          |
| Rio - Ultimate Deep Kiss Rioしかできない究極のベロチュー | MAX-A XV-736                                         | Koji Nakameguro                            | ngày 10 tháng 4 năm 2009                                         |
| RAZZ-MA-TAZZ 24 ラズマタズ 24 | Lustrous LRM-024                                     |                                            | ngày 10 tháng 6 năm 2009                                         |
| Maison S1 Hotel Annex, Come For Shiofuki And Orgies ギリモザ めぞんエスワン別館 イキまくり潮吹き大乱交 Co-starring Akiho Yoshizawa, Mihiro, Ruru Anoa, Erika Kirihara, Risa Kasumi, Ai Sayama, Minori Hatsune & Yuma Asami | S1 SOE-240                                           | Iggy Coen                                  | ngày 19 tháng 6 năm 2009                                         |
| Beautiful Teacher, High Temptation Rio先生の誘惑授業 | IdeaPocket Tissue IPTD-464                           |                                            | ngày 1 tháng 7 năm 2009                                          |
| MAX GIRLS - Yukata x Fuck MAX GIRLS⑳ 浴衣×FUCK With Airi Nakano, Akari Asahina, Haruka Itoh, Misa Andoh, Momoka Kano, Reina Yuuki & Rio Fujisaki                                                                           | MAX-A XV-773                                         | Kyuzo                                      | ngày 14 tháng 8 năm 2009                                         |
| I Who Could Not Utter a Word Around You 声を出せない状況のRioに挿入してみた | MAX-A XV-777                                         | Koji Nakameguro                            | ngày 14 tháng 8 năm 2009                                         |
| Rio Enjoy Orgasm Rioを気持ちよくイカせて | IdeaPocket Tissue IPTD-473                           |                                            | ngày 1 tháng 9 năm 2009                                          |
| Rio Miss Campus Loves Sex ミスキャンパスはSEXが大好き Rio | IdeaPocket Tissue IPTD-483                           |                                            | ngày 1 tháng 9 năm 2009                                          |
| MAX GIRLS 21 - American School x Fuck MAX GIRLS 21 アメスク×FUCK With Aino Kishi, Ameri Ichinose, Haruka Itoh, Mai Uzuki, Momoka Kano, Rio Fujisaki, Yaya Kouzuki & Yuna Shiina                                            | MAX-A XV-780                                         | Kyuzo                                      | ngày 11 tháng 9 năm 2009                                         |
| Compulsion Indecency Chickan 強制ワイセツ痴漢 Rio | MAX-A XV-785                                         | Koji Nakameguro                            | ngày 11 tháng 9 năm 2009                                         |
| Rio and Me, Sweet Sex Life 僕とRioの甘～い性活 | IdeaPocket Tissue IPTD-493                           | Kyosei                                     | ngày 1 tháng 10 năm 2009                                         |
| Rio - Fellatio Then Sex Rioがいきなりフェラ、すぐSEX。 | MAX-A XV-793                                         | Koji Nakameguro                            | ngày 9 tháng 10 năm 2009                                         |
| MAX GIRLS 22 - Lingerie x Fuck MAX GIRLS22 ランジェリー×FUCK With Haruka Itoh, Shiori Hazuki, Rio Fujisaki, Ameri Ichinose, Akari Asahina & Yuna Shiina                                                                    | MAX-A XV-789                                         | Kyuzo                                      | ngày 11 tháng 10 năm 2009                                        |
| Next Door Girl Is A Super Idol 隣のお姉さんはドスケベなスーパーアイドル | IdeaPocket Tissue IPTD-507                           |                                            | ngày 1 tháng 11 năm 2009                                         |
| OL Style Rio | MAX-A XV-800                                         | Koji Nakameguro                            | ngày 13 tháng 11 năm 2009                                        |
| Private Teacher カテキョ | IdeaPocket Tissue IPTD-518 (DVD) 9IPTD-518 (Blu-ray) |                                            | ngày 1 tháng 12 năm 2009 (DVD) ngày 1 tháng 1 năm 2010 (Blu-ray) |
| Just Me and My Girlfriend at Night Camping 大好きな彼女と二人っきりで夜キャンプ | MAX-A XV-809                                         | Koji Nakameguro                            | ngày 11 tháng 12 năm 2009                                        |
| Popular AV Idol Rio in AV Store AVを見ようと思ったら店員がRio | MAX-A XV-817                                         | Midori Kohaku                              | ngày 8 tháng 1 năm 2010                                          |
| Gorgeous Masturbation Support ゴージャスオナニーサポート | IdeaPocket Tissue IPTD-538 (DVD) 9IPTD-538 (Blu-ray) | Tadanori Usami                             | ngày 1 tháng 2 năm 2010 (DVD) ngày 1 tháng 3 năm 2010 (Blu-ray)  |
| Young Wife Rio - Darling, Im Sorry 若妻Rio あなたゴメンナサイ!! | MAX-A XV-825                                         | Koji Nakameguro                            | ngày 12 tháng 2 năm 2010                                         |
| Kawaii High School Rio Rioかわいいハイスクール | IdeaPocket Tissue IPTD-555                           |                                            | ngày 1 tháng 3 năm 2010                                          |
| Hand Job, Dirty Talk, Very Earnest Help 手コキ淫語一生懸命あなたの射精をお手伝いします | MAX-A XV-833                                         |                                            | ngày 12 tháng 3 năm 2010                                         |
| Hip Attack | IdeaPocket Tissue IPTD-563                           | Tadanori Usami                             | ngày 1 tháng 4 năm 2010                                          |
| When A "Miko" Girl Gets Horny 巫女のあそこが濡れる頃に | MAX-A XV-843                                         | Koji Nakameguro                            | ngày 23 tháng 4 năm 2010                                         |
| Young Wife Cleaning Fellatio Lover 若奥様はお掃除フェラが大好き | IdeaPocket Tissue IPTD-584                           |                                            | ngày 1 tháng 5 năm 2010                                          |
| Office Lady Rio's Nasty and Exciting Sex OL Rioのいやらしく刺激的なSEX | MAX-A XV-851                                         | Koji Nakameguro                            | ngày 28 tháng 5 năm 2010                                         |
| Deep Kiss キスだけでイカせてアゲル | IdeaPocket Tissue IPTD-600                           |                                            | ngày 1 tháng 7 năm 2010                                          |
| Rio's Passionate Stair Sex 見つめ合って感じ合う情熱SEX | IdeaPocket Tissue IPTD-666                           |                                            | ngày 1 tháng 12 năm 2010                                         |
| Semen Bazooka 瞬殺！一撃バズーカ顔射 | IdeaPocket Tissue IPTD-674                           | Sensei Nishikawa                           | ngày 1 tháng 1 năm 2011                                          |
| DIGITAL CHANNEL DC77 | IdeaPocket Supreme SUPD-077                          | Alala Kurosawa Jiro Tubuyaki               | ngày 1 tháng 2 năm 2011                                          |
| Welcome to the World's Finest Soapland 世界最高級ソープへようこそ | IdeaPocket Tissue IPTD-707                           |                                            | ngày 1 tháng 3 năm 2011                                          |
| It's Just a Cool Blowjob - Rio 240 Minute Special フェラだけでイカせてあげる Rioのフェラチオ240分SPECIAL！！ Compilation from her earlier Ideapocket videos                                                                | IdeaPocket Best IDBD-273                             |                                            | ngày 1 tháng 3 năm 2011                                          |
| SEX Rio sweat 汗だくSEX | IdeaPocket Tissue IPTD-716                           |                                            | ngày 1 tháng 4 năm 2011                                          |
| Complete Rio Manual Rioの完全主観淫語マニュアル | IdeaPocket Tissue IPTD-727                           |                                            | ngày 1 tháng 5 năm 2011                                          |
| Raped in front of Her Boyfriend 彼氏の前で犯されたワタシ... | IdeaPocket Tissue IPTD-736                           |                                            | ngày 1 tháng 6 năm 2011                                          |
| 3D Rio 3D Rio | IdeaPocket Tissue IPTD-754                           |                                            | ngày 1 tháng 7 năm 2011                                          |